# Ananiasz z Edessy
Ananiasz z Edessy (I w. n.e.) –  wysłannik króla Edessy Abgara V, chorego na trąd, do Jezusa z prośbą o przybycie i uleczenie (według legend i tekstów apokryficznych, takich jak Nauka Addaja). 
Istnieje kilka przekazów na ten temat, które różnią się od siebie. Jedna z wersji wspomina Ananiasza, który miał dostarczyć list Abgara do Jezusa z prośbą o przybycie, a jeżeli Jezus nie mógłby przybyć, Ananiasz miał sporządzić portret Jezusa i dostarczyć go Abgarowi. Według tej wersji Abgar po ujrzeniu portretu został cudownie uzdrowiony.
Kolejna mówi o tym iż, Ananiaszowi nie udało się sporządzić portretu, dlatego też Jezus obmył twarz, a wizerunek pozostawiony na płótnie (ręczniku) Ananiasz dostarczył do Edessy i tam po jego ujrzeniu Abgar został uleczony. 
Jeszcze inna wersja wspomina iż, Jezus wysłał odpowiedź, że nie może przybyć, ale obiecał wysłać po swojej śmierci jednego ze swych uczniów (wspomina się Tadeusza – Addai), który miał go uzdrowić. Jezus obmył twarz ręcznikiem i dał go Tadeuszowi, polecając dostarczyć go Abgarowi. Abgar po zobaczeniu wizerunku miał cudownie wyzdrowieć. 
Wszystkie te wersje legendy o Ananiaszu i jego podróży odwołują się do historii Całunu Turyńskiego oraz Mandylionu z Edessy.